# 宮城まり子 (心理学者)
宮城 まり子（みやぎ まりこ、1947年12月19日 - ）は、日本の心理学者、臨床心理士。法政大学キャリアデザイン学部教授。専門は臨床心理学、キャリアカウンセリング、産業・組織心理学、生涯発達心理学。

## 略歴
神奈川県出身。1966年フェリス女学院高等学校卒業。1970年慶應義塾大学文学部心理学科卒業。1973年早稲田大学大学院文学研究科心理学専攻修士課程修了。
大学院修了後、臨床心理士として東邦大学医学部付属大森病院、聖母病院などで臨床活動に従事。1997年にカリフォルニア州立大学大学院教育学研究科カウンセラー教育修士課程キャリアカウンセリングコース研究留学（Visiting Scholar）。産能大学（現・産業能率大学）専任講師・助教授を経て、2002年立正大学心理学部臨床心理学科助教授。2008年法政大学キャリアデザイン学部教授。

## 著書
- 『キャリアカウンセリング』（駿河台出版社、2002年）
- 『キャリアサポート』（駿河台出版社、2006年）
- 『心理学を学ぶ人のためのキャリアデザイン』（東京図書、2007年）
- 『成功をつかむための自己分析』（河出書房新社、2007年）
- 『産業心理学』（培風館、2009年）
- 『「聴く」技術が人間関係を決める』（永岡書店、2015年）